# Sony Mobile Communications

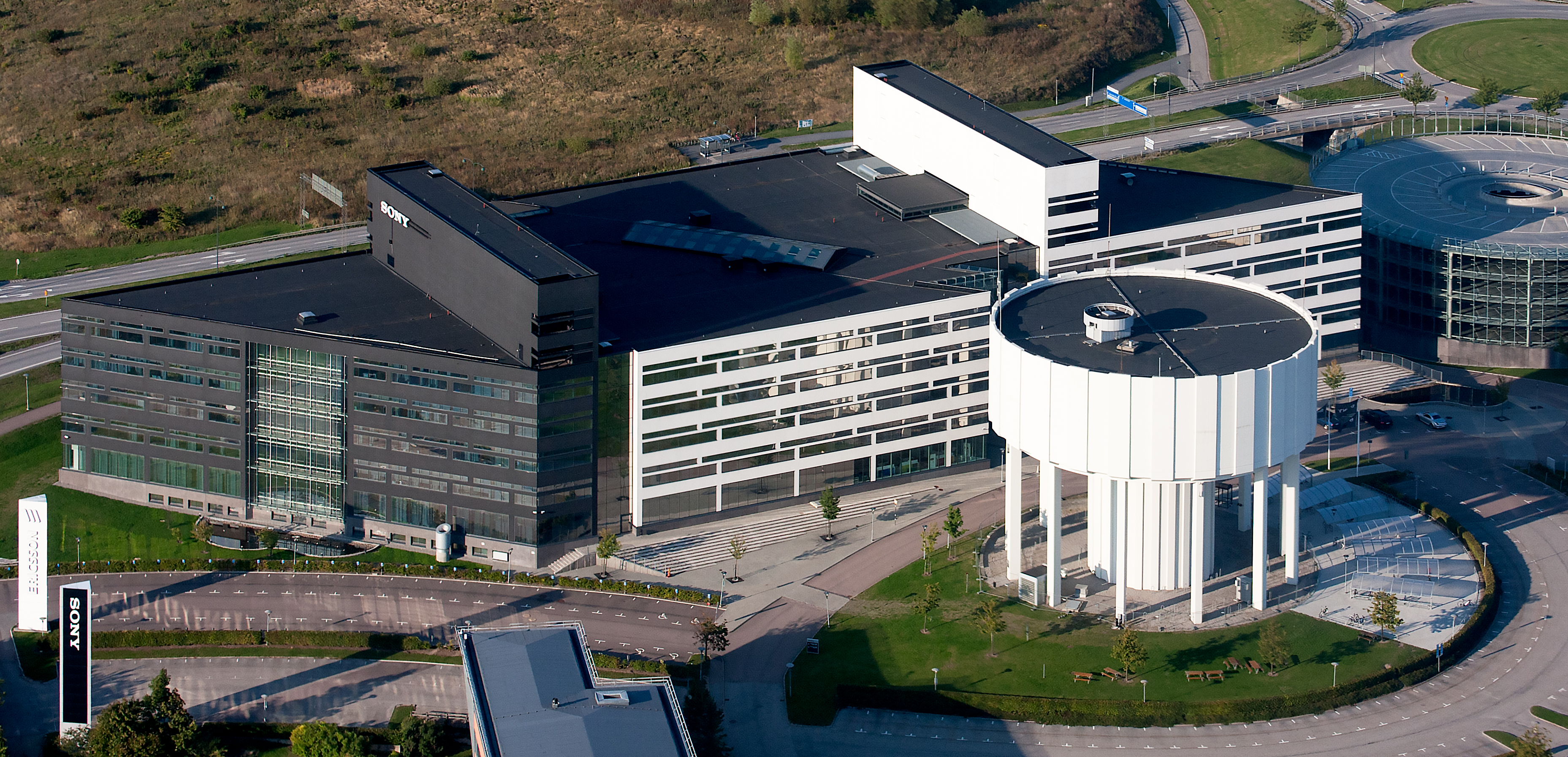
Sony Mobiles lokaler i Lund 2014.

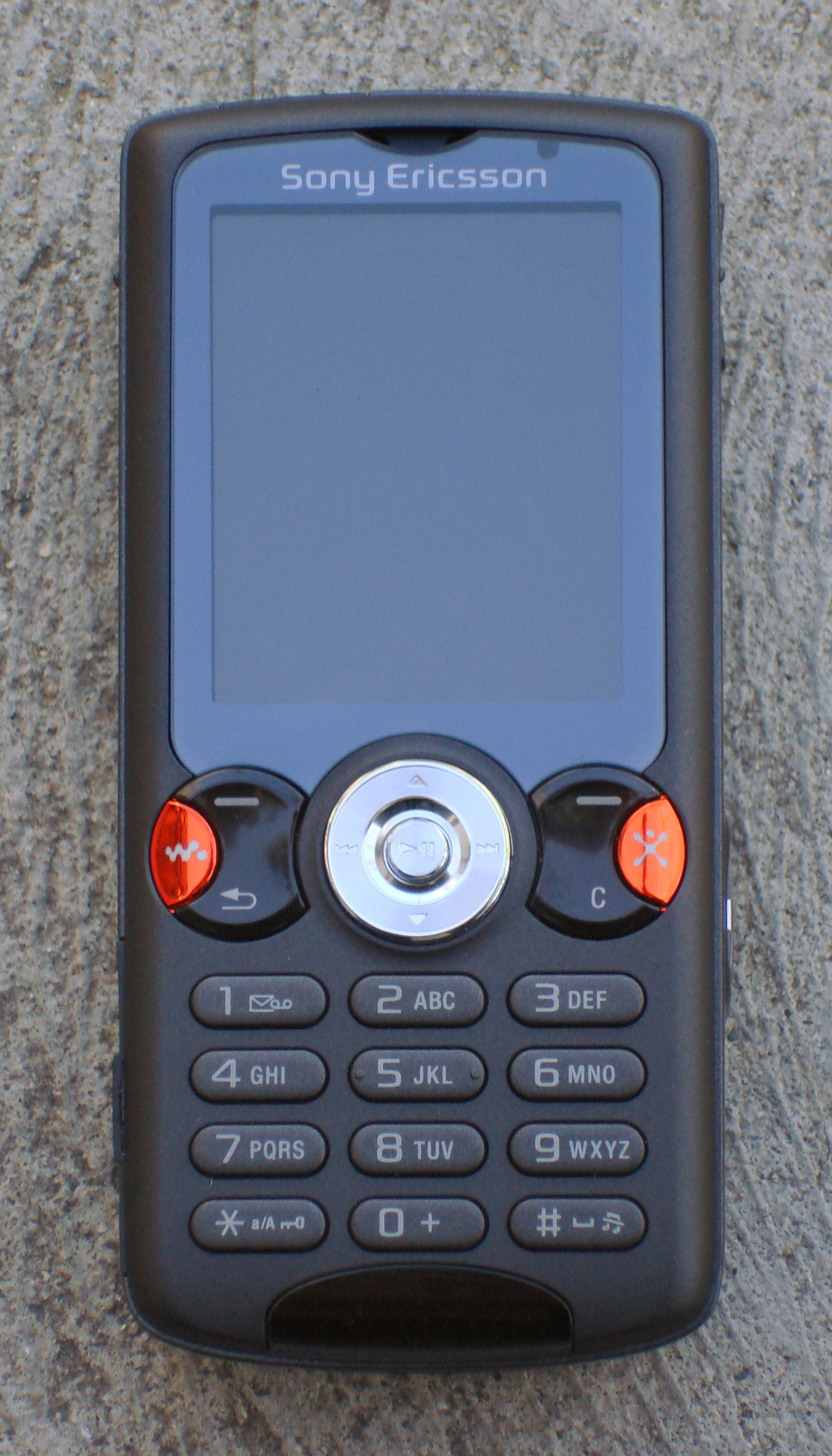
Sony Ericsson W810i.

Sony Mobile Communications AB (tidigare Sony Ericsson) var ett svenskt, först samägt med Ericsson, men senare japansktägt telekommunikationsföretag som tillverkade mobiltelefoner och tillbehör.

## Historia
Företaget bildades den 1 oktober 2001 genom att Ericsson och Sony slog ihop sina divisioner för utveckling, tillverkning och marknadsföring av mobiltelefoner. Företaget ägdes till lika delar av Ericsson och Sony och fanns representerat på alla kontinenter. Ericsson Mobile Communications hade tappat stora marknadsandelar mot Nokia i slutet av 1990-talet, bl.a. genom förseningar i lanseringen av modellen Ericsson T28. Därutöver drabbades företaget av komponentleveransproblem och telekomkrisen i början av 2000-talet.
Sony Ericssons första gemensamma produkter kom ut på marknaden i mars 2002. En av dessa var modellen T68 som redan fanns som ren Ericsson-modell men som då bytte namn till Sony Ericsson T68i. Under en övergångstid fanns såväl gamla Ericssontelefoner och Sonytelefoner i varuportföljen under tiden som man utvecklade nya telefoner under det nya namnet. Den första storsäljaren under det nya varumärket med en ny gemensam design var Sony Ericsson T610.
Mellan år 2002 och 2007 ökade Sony Ericsson sin andel av världsmarknaden från 2–3 procent till cirka 8 procent. Kameramodellerna i K-serien (Cybershot) och musikspelarmodellerna i W-serien (Walkman), blev stora kommersiella framgångar. En satsning på så kallade smartphone-produkter hade inletts redan år 2000 med Ericsson R380 och utvecklades vidare med produkterna i P-serien från P800 fram till P1 med fokus på operativsystemet Symbian och gränssnittet UIQ.
Förlusterna från Ericsson Mobile Communications vändes till vinst år 2004, och året 2007 tillverkade Sony Ericsson 103 miljoner telefoner och genererade en vinst på cirka 1,6 miljarder euro (cirka 15 miljarder svenska kronor) och var nu ett av de lönsammaste företagen i Wallenbergsfären.
Det är känt att vd:n för Apple, Steve Jobs den 17 november 2006 besökte Sverige och under en förhandling på Noors slott med Ericssons vd Carl-Henrik Svanberg säkrade ett patentavtal med det 50-procentiga moderbolaget Ericsson. Detta ledde till en god relation mellan personerna Jobs och Svanberg och även mellan Apple och Ericsson i stort. Den 9 april 2007 presenterade Apple Iphone. Redan under Mobile World Congress i februari hade Ericsson fått tillgång till en Iphone-prototyp, vilken tagits till Ericssons testlabb i Kista för integrationstest. Telefonen imponerade inte på Ericssons testpersonal: uppkopplingen var dålig och kopplade upp/ner konstant, antennen var böjd och ljudet vid telefoni var dåligt. Denna uppfattning om iPhone som en tekniskt mycket dålig produkt spreds i Ericssonorganisationen såväl som inom Sony Ericsson.
När Apple marknadsintroducerade Iphone sommaren 2007 bedömdes denna inte som något hot, på grundval av de dåliga testresultat man sett i labbet i Kista, och den konsensus som spridits i organisationen som en effekt av detta. Apple gjorde emellertid snabbt intrång på Sony Ericssons marknad, och företaget gjorde som en följd av detta en miljard i förlust år 2008.
Sony Ericsson mötte hotet från Apple på flera olika sätt: först öppnades källkoden för operativsystemet Symbian i hopp om att kunna generera en snabbare teknisk förändring i plattformen. När detta misslyckades inleddes en satsning på Windows Mobile, vilken resulterade i de två första Xperia-produkterna X1 år 2008 och X2 år 2009. Ingen av dessa initiativ lyckades generera någon tillväxt för företaget. Först i oktober 2010 lanserade man sin första Android-telefon Xperia X10. Konkurrenterna HTC och Samsung hade släppt sina första Android-telefoner redan 2008 och 2009. Före detta teknikchefen Mats Lindoff förklarar i en intervju att en stor del av fördröjningen berodde på att företaget var oroligt för att de genom att använda Android skulle bryta mot ett flertal patent och därmed riskerade stämningar, tiden gick åt att gå igenom källkoden i Android i jakt på olika patentintrång och rensa ut dessa.
I början av 2012 köptes Ericssons hälftenandel av Sony Corporation, och företaget bytte namn till Sony Mobile Communications. Den 1 oktober 2012 flyttade huvudkontoret planerat till Tokyo, Japan. Företaget hade då 8 450 anställda fördelade på huvudkontoret i Tokyo samt kontoren i (framför allt) Lund, Tokyo, Peking, Manchester och Research Triangle Park i North Carolina, USA. Lundakontoret hade vid detta tillfälle cirka 2 000 anställda (Jan 2012). Snart efter detta varslades 650 personer om uppsägning vid Lundakontoret, men i slutänden sades bara 400 upp, varav cirka 250 gick över till ett nybildat konsultbolag, som företaget tagit initiativ till. I januari 2013 meddelade förre vd:n Bert Nordberg att han lämnade styrelsen för Sony Mobile.
Den 4 februari 2015 på Sonys bolagsstämma framgick att 2 100 personer skulle sägas upp inom koncernen, och den 9 mars 2015 meddelade Sony att 1 000 av dessa tjänster skulle tas från Lundakontoret.
Hösten 2019 varslades 60 personer och våren 2020 upphörde Sony Mobile Communications AB som bolag.

### Produkter
Telefonprodukterna följer fyra olika linjer. Tre av produktlinjerna är avsedda för GSM/UMTS-nät och säljs globalt, men det finns även en produktserie för de japanska mobiltelefonnäten. Av GSM/UMTS-telefonerna utvecklas och tillverkas de enklaste modellerna i regel av andra företag, med minimala utvecklingsinsatser från Sony Ericsson själva. Äldre telefoner baserades helt och hållet på EMP:s mjukvara och det underliggande realtidsoperativsystemet OSE från Enea. Nyare telefoner använder huvudsakligen plattformar från Qualcomm eller ST-Ericsson.
Plattformen sköter signaleringen i mobilnätet och annan grundläggande funktionalitet, och Sony Ericsson lägger på de tillämpningsprogram som körs ovanpå plattformen – användargränssnittet, adressboken, javaplattformen, drivprogram för kameran, program för att spela upp ljud och video etc.
De mer handdatorliknande telefonerna med stora pekskärmar, smart phones, utvecklades till en början i Kista och Manchester och körde operativsystemet Symbian ovanpå EMP:s mjukvara. Runt år 2008 experimenterade företaget med Windows Mobile. Nyare smartphones sedan 2010 och från modellen Xperia 10 och framåt kör uteslutande operativsystemet Android.
Se även Lista över Sony Ericsson-produkter

### Produktserier

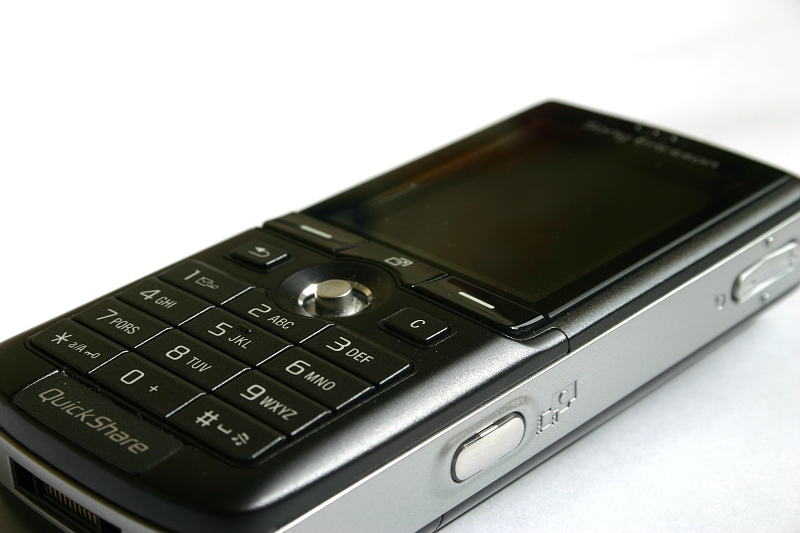
Sony Ericsson K750i

- C-serien – Ersätter den gamla K-serien från och med andra kvartalet år 2008. ("Cyber-Shot") (C510–C905)
- G-serien – "Generation Web"-telefoner som enligt marknadsföringen passar de som surfar mycket
- K-serien – Kameramobiler.  Lägger kraften på kamerafunktionen, och har ofta så kallad dubbel framsida (där framsidan är mobil och baksidan ser ut som en digitalkamera). Vissa modeller finns även under märket Cyber-Shot. ("Kamera") (K200–K850)
- J-serien – ...
- M-serien – ...
- P-serien – Smartphone-mobiler. (P800–P990i samt P1i)
- S-serien – "Slide"-mobiler. ("Swivel"/"Slider") (S500–S700/S710)
- W-serien – Mobiler lanserade under namnet Walkman. Dessa mobiler är musikinriktade. ("Walkman") (W200–W995)
- X-serien – Xperia-mobiler. X1 & X2 (Windows), X10 (Android)[15]
- EU-serien - Entertainment Unlimited. Allt-i-allo-mobiler (Satio, Aino, Yari)
- Z-serien – Vikbara mobiler. Modeinriktade. ("Clamzhell") (Z200–Z1010)

### Varumärken
Sony Ericsson lanserade sommaren 2005 Sonys gamla musikvarumärke Walkman för mobiltelefoner samt ett år senare varumärket Cyber-Shot i telefonerna inriktade på fotografering, vilket Sony sedan tidigare använt på sina digitalkameror.

### Fastport
Fastport är ett gränssnitt för nyare Sony Ericsson-mobiltelefoner. Gränssnittet används för anslutning av laddare, headset, högtalare, USB och andra tillbehör. Den första telefonen med Fastport i stället för den äldre typen av kontakt var K750.